# Косарев, Владимир Михайлович
Владимир Михайлович Косарев (14 июля 1881, Петровская слобода, Богородский уезд, Московская губерния — 1945) — советский партийный работник, большевик.

## Биография
Родился 14 июля 1881 года в деревне Петровская слобода Московской губернии. Из семьи рабочего. С 1897 года участвовал в революционном движении.
С 1909 по 1910 год — слушатель Каприйской школы в Италии. После завершения учёбы на Капри участвовал в революционной деятельности в Санкт-Петербурге, из которого сослан на четыре года в Нарымский край. Во время отбывания срока организовал для ссыльных школу, в связи с чем отправлен в томскую тюрьму. В 1913 году устроил побег из ссылки, однако был пойман в Харькове и выслан обратно в Нарым.
В 1916 году направлен на военную службу. В Томске принимал участие в создании Военно-социалистического союза.
С наступлением Февральской революции занимал пост председателя в Томском и Омском Совдепах. В 1917—1919 годах — в составе Уральского обкома партии.
Занимал должность заместителя председателя Сибревкома и состоял в Сиббюро ЦК РКП(б) (1919—1921). С 1921 по 1922 год — на посту председателя Новониколаевского губисполкома.
С 1922 года работал в Москве. Был членом Президиума ЦКК, заведовал текстильной секцией РКИ (1922—1928), трудился в составе правления Главного хлопкового комитета (1928—1930), позднее назначался на руководящие должности наркомата лёгкой промышленности.
В 1923—1927 годах — член ЦКК — РКИ. В 1938 году вышел на пенсию.

## Сочинения
В 1922 году в журнале «Сибирские огни» были опубликованы статьи Косарева о Военно-социалистическом союзе, нарымской ссылке, а также работа «Партийная школа на острове Капри» с его впечатлениями от местной природы и лекций, которые проводились в Каприйской школе известными людьми (Горьким, Луначарским и т. д.).